# 朱安达国际机场
朱安达国际机场（IATA：SUB，ICAO：WARR）位于印度尼西亚泗水附近的诗都阿佐，是该国第二大机场，以该国最后一任专职总理朱安达的名字命名。

## 歷史
朱安達國際機場曾作為印度尼西亞的海軍空軍基地，於1964年設立機場。它取代了前往Morgorembangan的機場，靠近丹戎霹靂港。它最初被用作印度尼西亞海軍Ilyushin Il-28和Fairey Gannet艦隊的基地。在其發展中也被用於民用航空。
自1985年1月起由PT Angkasa Pura處理管理和運營。1990年12月24日，Juanda機場在國際航廈啟用後獲得國際機場地位。自1987年十二月起，機場已經服務飛往新加坡、香港、台北及馬尼拉的航班。

## 機場發展
於2006年11月10日時，啟用一座三層樓航廈。該建築每年的乘客人數可達八百萬，擁有一個五點五五萬平方米（55.4萬平方英尺）的國內民用航廈、二十二萬平方米國際航廈和11座航空橋。有一個3,000米×55米（9,843平方英尺×180英尺）的單一跑道、另有5,300平方米（57,000平方英尺）的管理大樓、包括一個15層的控制塔、以及一個兩層的貨運大樓，國際貨運部門，每年能夠處理12萬噸（12萬噸噸，13萬短噸）貨物。末端使用Rumah adat Sumba的高帽屋頂以及Java-Malay建築風格。
面積達14.8萬平方米（159萬平方英尺）的停機坪可同時停靠18架飛機，其中包括兩架寬體，11架中型和5架小型飛機。平行滑行道有三千三百三十平方米（9,843英尺×98英尺）的平行滑行道，包括五條出口滑行道（30米寬）和四條連接滑行道（亦即30米）。
舊航廈已拆除，成為2014年2月14日開放的新航廈2號。與1號航廈相比，T2的建築具有現代化的彎曲特徵.T2有8座天橋，使SUB的總數達到到19座。
2015年2月25日，印度尼西亞總統佐科·維多多（Joko Widodo）同意開發諸如增加兩條跑道的Juanda機場城市，成為三號跑道機場，並通過高架鐵路與古班火車站與機場的整合。這些項目將在中央政府，省政府和市政府的協調下，包括資金配置，預計將在2019年完成，由於2014年產能過剩1,720萬人次，目前的能力僅為1,250萬人次。
2016年1月6日，兩條跑道和3號航廈的建設均為“細部工程設計”（DED）和“放坡”。根據東爪哇網站，預計3號航廈將每年處理6,250萬人次，1號和2號班車超載，每年可處理7,500萬人次。跑道長約3,850米，其中60％將在海上。
截至2025年5月30日，機場運營商正式啟動第三航廈（Terminal 3）的建設工程。此項目旨在將機場的年乘客容量提升至7500萬人次，預計於2031年實現此目標。
第三航廈的建設包括土地清理及相關基礎設施的開發，作為機場擴建計劃的一部分。該計劃還包括興建兩條新跑道，以支持預計至2031年每年414,727架次的航空交通量。然而，關於新跑道的具體開工日期尚未有公開資訊。

## 統計[4]
以下是從1999年到2013年的機場統計。值得注意的是，2006年，泗水和雅加達之間的國內部門是亞洲第四大航空公司，每週航班超過750次。
| 年          | 乘客 總數  | 貨物（噸） | 航班 總數 |
| ----------- | ---------- | ---------- | --------- |
| 1999        | 2,137,353  | 40,549     | 52,284    |
| 2000        | 2,712,074  | 31,185     | 54,154    |
| 2001        | 3,301,435  | 37,767     | 62,141    |
| 2002        | 4,746,113  | 43,089     | 75,921    |
| 2003        | 6,584,711  | 42,910     | 82,779    |
| 2004        | 8,562,747  | 63,950     | 97,421    |
| 2005        | 8,217,415  | 66,647     | 99,485    |
| 2006        | 8,986,650  | 71,574     | 91.209    |
| 2007        | 8,823,228  | 58,815     | 87,687    |
| 2008        | 9,122,196  | 62,289     | 69,726    |
| 2009        | 10,562,906 | 62,357     | 76,754    |
| 2010        | 12,072,059 | 76,774     | 84,958    |
| 2011        | 13,778,287 | 95,146     | 103,846   |
| 2012        | 16,447,912 | 102,133    | 141,365   |
| 2013        | 17,683,955 | 121,935    | 155,421   |
| 2014        | 18,071,633 | 92,439     | 117,825   |
| 2015 (估計) | 18,911,256 | 130,398    | 166,208   |

## 航空公司與航点

### 第一航廈

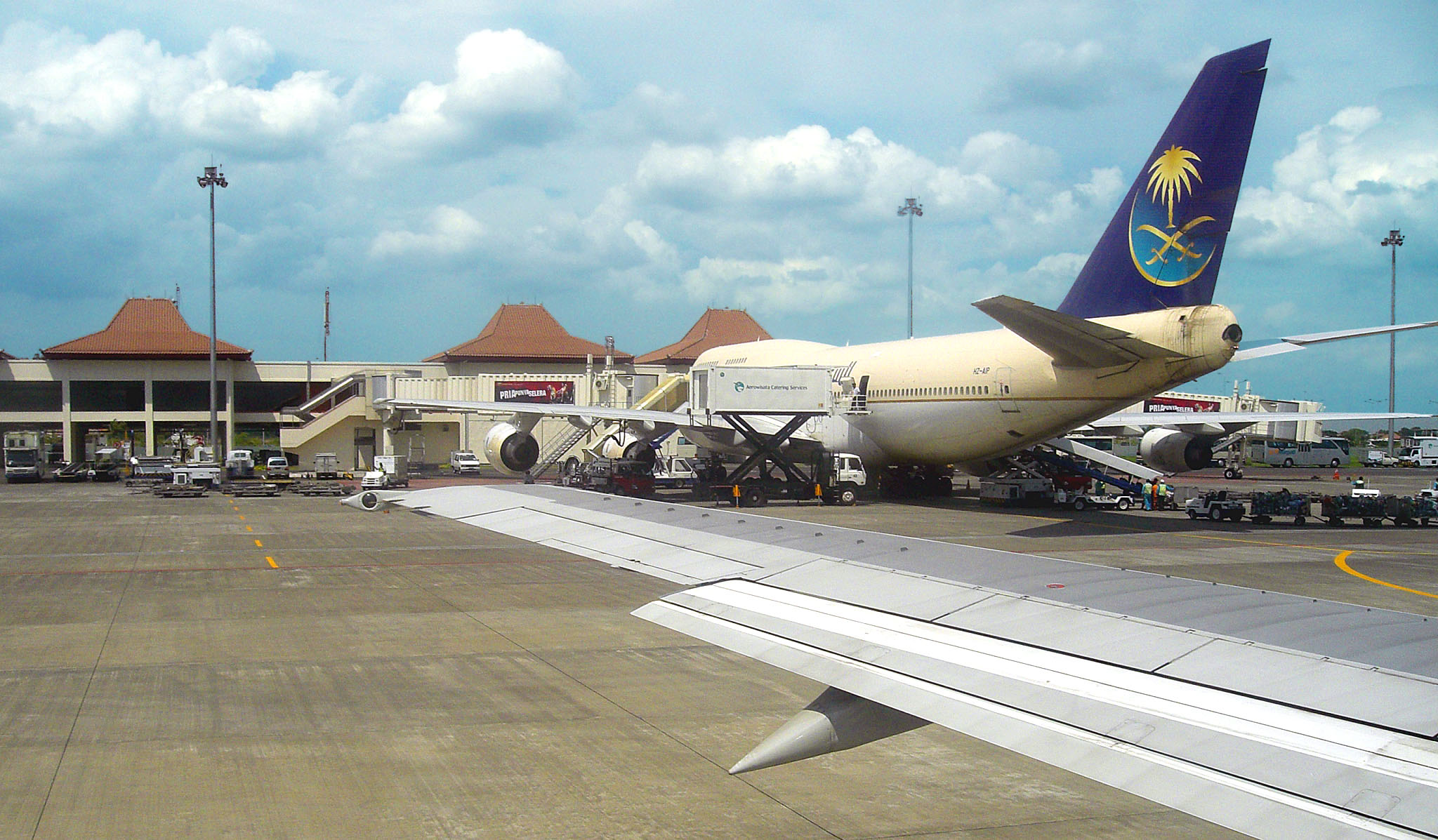
第一航廈停機坪

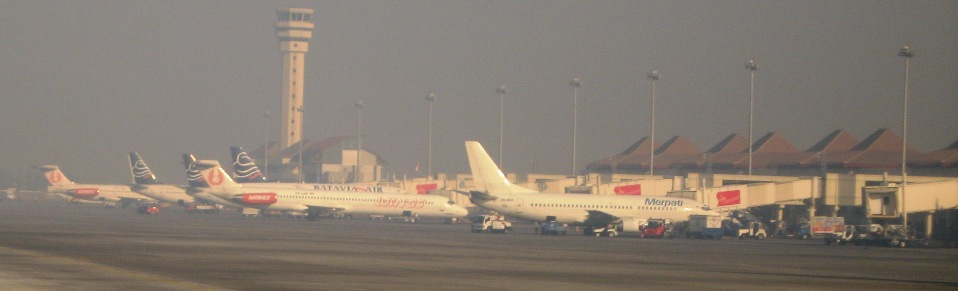
第一航廈停機坪

印度尼西亞國內線
| 航空公司                                 | 目的地 |
| ---------------------------------------- | --- |
| 加魯達印尼航空（GA）                     | 雅加達、峇里島、萬隆、古邦、班達亞齊 |
| 加魯達印尼航空 （GA） 由印尼探索航空營運 | 望加錫、安汶、梭隆、龍目、三寶瓏、外南夢、查亞普拉、任抹、日惹 |
| 印尼亞洲航空（QZ）                       | 雅加達、峇里島 |
| 連城航空（QG）                           | 雅加達、雅加達-哈林帕達納克、峇里島、望加錫、巴厘巴板、萬隆、馬辰、巴淡島、古邦、萬鴉老、龍目、帕朗卡拉亞、巨港、坤甸、三寶瓏                                       |
| 獅子航空（JT）                           | 雅加達、峇里島、望加錫、巴厘巴板、萬隆、馬辰、巴淡島、萬隆-戈達查帝、古邦、萬鴉老、龍目、帕朗卡拉亞、巨港、坤甸、班達楠榜、肯達里、帕盧、北乾巴魯、沙馬林達、打拉根 |
| 印尼快捷航空（FS）                       | 巴偉安島、卡里摩爪哇島 |
| 巴澤航空（ID）                           | 雅加達、雅加達-哈林帕達納克、峇里島、安汶、望加錫、納閩巴霍、梭隆                                                                                                   |
| 三佛齊航空（SJ）                         | 雅加達、峇里島、望加錫、梭隆、巴厘巴板、古邦、查亞普拉、日惹、班達楠榜、肯達里、貝勞、棉蘭、桑皮特、特爾納特                                                        |
| NAM航空（IN）                            | 峇里島、萬隆、三寶瓏、巴圖里新、哥打巴魯、龐卡蘭布翁 |
| 特里加納航空（IL）                       | 龐卡蘭布翁 |
| 飛翼航空（IW）                           | 納閩巴霍、坤甸、三寶瓏、外南夢、任抹、日惹、龐卡蘭布翁、桑皮特、漯水、梭羅                                                                                          |

### 第二航廈

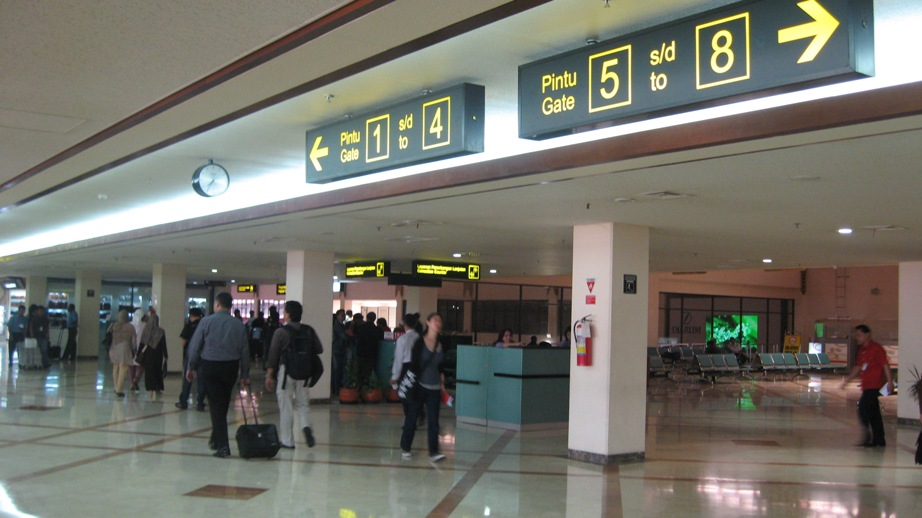
第二航廈翼廊

| 航空公司               | 目的地                         |
| ---------------------- | ------------------------------ |
| 加魯達印尼航空（GA）   | 新加坡 季節性:吉達、麥地那     |
| 連城航空（QG）         | 吉隆坡、檳城 季節性：吉達      |
| 印尼亞洲航空（QZ）     | 新山、吉隆坡、檳城、柔佛       |
| 獅子航空（JT）         | 麥地那 季節性：吉達 包機：海口 |
| 馬來西亞航空（MH）     | 吉隆坡                         |
| 老鷹快線（9A）         | 季節性: 吉達                   |
| 新加坡航空（SQ）       | 新加坡                         |
| 酷航（TR）             | 新加坡                         |
| 捷星亞洲航空（3K）     | 新加坡                         |
| 汶萊皇家航空（BI）     | 斯里巴卡旺                     |
| 國泰航空（CX）         | 香港                           |
| 中国南方航空（CZ）     | 广州（2025年3月21日開辦）      |
| 沙烏地阿拉伯航空（SV） | 吉達 季節性: 麥地那、利雅得    |

貨運
| 航空公司     | 目的地 |
| ------------ | ------ |
| 我的印度航空 | 新加坡 |
| 共和快線航空 | 雅加達 |

## 意外與事故
- 2006年3月4日，獅子航空8987號班機，一架麥道MD-82班機從Ngurah Rai國際機場起飛，降落在朱安達國際機場時墜毀。反向推力在著陸期間使用，儘管左推力反向被指示為停止使用。這導致飛機向右轉，衝出跑道，停在距離跑道約7000英尺（2100米）處。無人員死亡，但飛機受損嚴重。
- 2007年2月21日，亞當航空172號班機，從雅加達飛往泗水的737-300飛機（註冊PK-KKV，c/n 27284），在朱安達國際機場進行了硬著陸，造成飛機結構性故障。[8]
- 2010年4月13日，由機場至香港的國泰航空780號班機空中巴士A330-300（註冊B-HLL），由於機場週邊油庫整修導致鹽水滲入，損壞加油車濾芯造成燃料污染，使用此燃料的班機接近香港時因此產生雙發動機失效，最後仍安全著陸。[9]
- 2014年2月1日，自巴厘巴板蘇丹阿吉穆罕默德蘇萊曼機場飛往泗水的獅子航空361號班機（波音737-900ER，登記PK-LFH），降落時，造成尾部撞擊和對飛機的實質損壞。機上有222名乘客和機組人員，沒有死亡人數，但兩名乘客受重傷，另有三人受輕傷。[10]